# 盛田久生
盛田久生（日语：／ Morita Hisao，1939年9月25日—），日本男子撑杆跳高运动员。他曾获得1962年亚洲运动会男子撑杆跳高金牌，还曾参加1964年夏季奥运会男子撑杆跳高比赛。